# Ty Brďo!
Ty Brďo! je encyklopedický pořad České televize pro děti předškolního věku. Vysílá se na stanici ČT :D od 1. září 2015 pravidelně každé úterý.
Pořadem provází řada animovaných postaviček, které si hrají na televizní soutěž. V hlavní roli je batole Brďo a jeho kamarád Dudlík.
Brďo se probudí v postýlce obklopen třemi vílami, které mu krátce představí probírané téma. Pak vstoupí do televizní soutěže, kde na něj čekají různé úkoly a kvízy. Prochází přes sluj Trpaslíka, království krále Chameleona, most Obra, setká se s vynálezcem Megawattem, až se dostane k Hadovi. Tam vysloví Brďo své přání, kvůli kterému do soutěže šel a které se mu následně splní.

## Obsazení
| Patrick Ulman, Jiří Krupica | Robot                                        |
| Norbert Lichý               | záludný Trpaslík, zlý Obr, kouzelný Had      |
| Jiří Sedláček               | Dudlík, víla Plantala, vypravěč              |
| David Viktora               | víla Krákora, vědec Megawatt a poradce Orloj |
| Kamila Teslíková            | moudrý Chameleon                             |
| Vladimír Mráz               | víla Mudrola, uřvaný netopýr, děd Vševěd     |